# Wohn- und Wirtschaftsgebäude Ostertorstraße 6
Das Wohn- und Wirtschaftsgebäude Ostertorstraße 6 in Bücken, in der niedersächsischen Samtgemeinde Grafschaft Hoya, stammt aus dem späten 18. Jahrhundert. Es wird aktuell (2023) als Wohn- und Wirtschaftsgebäude genutzt.
Das Gebäude steht unter Denkmalschutz (siehe auch Liste der Baudenkmale in Bücken).

## Beschreibung
Das eingeschossige traufständige Gebäude wurde 1772 (Inschrift) in Fachwerk mit Steinausfachungen und einem Krüppelwalmdach mit Giebelspießen gebaut mit straßenseitigem zweigeschossigen Eingang zum Wohnteil und Zwerchhaus mit Satteldach sowie prächtiger barocker Eingangstür mit Rokoko-Oberlicht und Balkeninschrift (u. a.: „… Johann Friedrich August Ziegetern …“). Rückseitig entstand um 1900 ein massiver Queranbau in Ziegel. Das Innere blieb dabei weitgehend ungestört.
Der Wirtschaftsteil mit Quereinfahrt befindet sich in Verlängerung des Wohnteils.
Das Niedersächsische Landesamt für Denkmalpflege befand: „… geschichtliche Bedeutung … als in einen Scheunenbau integriertes Wohnhaus …“